# فنسنت رينولدز سميث
فنسنت رينولدز سميث هو قاضي وسياسي كندي، ولد في 18 ديسمبر 1890، وتوفي في 3 مايو 1960. انتخب عضو المجلس التشريعي من ساسكاتشوان.